# فلاديسلاف ألكسيف
فلاديسلاف ألكسيف (بالأوكرانية: Алєксєєв Владислав Вячеславович)‏ هو لاعب كرة قدم أوكراني في مركز الهجوم، ولد في 29 أبريل 1998 في نيجين في أوكرانيا. لعب مع FC Dynamo-2 Kyiv ‏.

## وصلات خارجية
- فلاديسلاف ألكسيف على موقع اتحاد أوكرانيا (الإنجليزية)
- فلاديسلاف ألكسيف على موقع قاعدة بيانات كرة القدم.إي يو (الإنجليزية)
- فلاديسلاف ألكسيف على موقع Soccerway.com (الإنجليزية)